# Byron Jones
Byron Philip Jones (New Britain, 26 settembre 1992) è un giocatore di football americano statunitense che milita nel ruolo di cornerback per i Miami Dolphins della National Football League (NFL).

## Carriera universitaria
Jones al college giocò a football all'Università del Connecticut dal 2011 al 2014, totalizzando 223 tackle, 8 intercetti e 2 touchdown. Il primo fu su un recuperò di fumble nel suo primo anno che diede alla sua squadra la vittoria contro USF. Il secondo fu ancora contro South Florida su un ritorno da 70 yard che ancora diede la vittoria ai suoi Huskies e che il telecronista di ESPN definì "la giocata dell'anno di UConn". Nella sua ultima stagione disputò solo 7 partite a causa di un infortunio alla spalla patito contro East Carolina.

## Carriera professionistica

### Dallas Cowboys
Considerato uno dei migliori cornerback selezionabili nel Draft NFL 2015, il 30 aprile Jones fu scelto come 27º assoluto dai Dallas Cowboys. Debuttò come professionista subentrando nella gara del primo turno contro i New York Giants. La sua stagione da rookie si concluse con 66 tackle e 9 passaggi deviati disputando tutte le 16 partite, di cui 11 come titolare.
Nel 2018 Jones fu convocato per il suo primo Pro Bowl e inserito nel Second-team All-Pro dopo avere messo a segno 67 tackle e un nuovo primato personale di 14 passaggi deviati.

### Miami Dolphins
Il 16 marzo 2020 Jones firmò un contratto da 17 milioni l'anno con i Miami Dolphins che lo rese il cornerback più pagato della lega.

## Palmarès
- Convocazioni al Pro Bowl: 1

2018
- Second-team All-Pro: 1

2018